# راشد بن عبد ربه السلمي
راشد السلمي هو الصحابي راشد بن عبد الله السلمي، كنيته أبو أثيلة، وقد ذكر أبو نعيم وغيره قصة إسلام راشد السلمي وأن الصنم الذي يقال له: سواع بالمعلاة من رهاط تدين له هذيل وبنو ظفر بن سليم، فأرسلت بنو ظفر راشد بن عبدالله بهدية من سليم إلى سواع، وتبين له أن الأصنام لا تملك لنفسها نفعا ولا ضرا فكسر الصنم وأعلن إسلامه، وكان سادن صنم بني سليم، وكان عند الصنم يوما إذ أقبل ثعلبان فرفع أحدهما رجله فبال على الصنم، فأنشد قائلا:
ثم أعلن دخوله في الإسلام وترك ما كان عليه من عبادة الاصنام. وكان شاعرا، قال ابن حجر العسقلاني في الإصابة في ترجمته لراشد بن عبد ربه: وقال المدائني هو صاحب البيت المشهور وهو هذا:
وهذا البيت من قصيدة ذكرها صاحب العقد الفريد، ونسبها لراشد بن عبد الله، وصدر أولها بقوله: صحا القلب عن سلمى وأقصر شأوه.... وذكر عن عبد بن عبد الحكم الواسطي عن بعض أشياخ أهل الشام قال: «استعمل رسول الله صلى الله عليه واله وسلم أبا سفيان بن حرب على نجران فولاه الصلاة والحرب، ووجهه راشد بن عبد ربه أميرا على القضاء والمظالم، فأنشد هذه الأبيات..».

## اسمه
اسمه راشد بن عبد الله كما ذكره ابن عبد البر في الاستيعاب بعنوان: راشد السلمي، وذكره ابن حجر العسقلاني في الإصابة بعنوان: راشد بن عبد ربه السلمي، قال المرزباني في معجم الشعراء كان اسمه غويا فسماه النبي ﷺ: راشدا، وهذه التسمية هي التي عرف بها بعد إسلامه، للدلالة على الرشاد، وأن الناس كلهم عباد لله، وأنه لا معبود بحق في الوجود إلا الله وحده لا شريك له، وقد كان اسمه قبل إسلامه: غوي أو غاوي بن ظالم، في إشارة إلى الغواية والظلم وهو مما يتسمى به عبدة الشيطان الرجيم، قال ابن عبد البر: يكنى أبا أثيلة، يقال له راشد بن عبد الله كان اسمه في الجاهلية ظالما فسماه رسول الله ﷺ راشدا. وقيل: إنه قدم على النبي صلى الله عليه وسلم فقال له: "ما اسمك"؟ قال: غاوي بن ظالم. فقال له رسول الله صلى الله عليه وسلم: "بل أنت راشد بن عبد الله"، وكان سادن صنم بني سليم.

## قصة إسلامه
كان راشد السلمي قبل إسلامه سادن صنم لبني سليم، وذكر ابن حجر في الإصابة نقلا عن أبي نعيم من طريق محمد بن الحسن بن زباله عن حكيم بن عطاء السلمي من ولد راشد بن عبد ربه عن أبيه عن جده راشد بن عبد ربه قال: كان الصنم الذي يقال له سواع بالمعلاة فذكر قصة إسلامه وكسره إياه، ورواه أبو حاتم بسند له وفيه أنه كان عند الصنم يوما إذ أقبل ثعلبان فرفع أحدهما رجله فبال على الصنم وكان سادنه غاوى بن ظالم فأنشد:
ثم كسر الصنم وأتى النبي ﷺ فقال له: «أنت راشد بن عبد الله».
ذكر الدميري في كتاب حياة الحيوان قصة إسلام راشد بن عبد ربه ضمن كلامه على ثعالة «اسم للثعلب»، وأن الثعلبان مثنى ثعلب، وليس اسما للذكر من الثعالب، فقد رواه أبو حاتم الرازي: الثعلبان، بالفتح على أنه تثنية ثعلب، وذكر القصة وفيها: فبينما هم ذات يوم إذ أقبل ثعلبان يشتدان فرفع كل منهما رجله وبال على الصنم، وكان للصنم سادن يقال غاوي بن ظالم، فقال البيت المتقدم، ثم كسر الصنم، وأتى النبي صلى الله عليه وسلم، فقال له النبي صلى الله عليه وسلم: «ما اسمك؟» قال: غاوي بن ظالم. قال: «لا، بل أنت راشد بن عبد ربه». وفي نهاية الغريب أنه كان لرجل صنم، وكان يأتي بالخبز والزبد، فيضعه عند رأسه، ويقول له: اطعم، فجاء ثعلبان فأكل الخبز والزبد، ثم عصل على رأس الصنم، أي: بال، والثعلبان ذكر الثعالب. وفي كتاب الهروي: فجاء ثعلبان فأكلا الخبز والزبد، أراد تثنية ثعلب، قال الحافظ بن ناصر: أخطأ الهروي في تفسيره، وصحف في روايته، وإنما الحديث فجاء ثعلبان، وهو الذكر من الثعالب، اسم له معروف لا مثنى، فأكل الخبز والزبد ثم عصل، بالعين والصاد، على رأس الصنم، فقام الرجل فضرب الصنم فكسره ثم جاء إلى النبي صلى الله عليه وسلم فأخبره بذلك وقال فيه شعرا وهو:
قال الدميري: «والحديث مذكور في معجم البغوي وابن شاهين وغيرهما، والرجل المذكور راشد بن عبد ربه، وحديثه مشروح في كتاب دلائل النبوة لأبي نعيم الأصفهاني».
وذكر ابن كثير في البداية والنهاية نقلا عن أبي نعيم قصة إسلام راشد بن عبد ربه، في باب هواتف الجان، وذلك أن أن راشد بن عبد ربه دخل على سواع فسمع هاتفا يخبر بظهور نبي يدعو الناس إلى عبادة الله، ثم ذكر أنه لما كان عند سواع دخل ثعلبان فجعلا يأكلان مما أهدي إلى الأصنام، ثم تبولا على الصنم.
روى أبو نعيم في دلائل النبوة قصة إسلام راشد بن عبد ربه، فقال: «حدثنا عمر بن محمد بن جعفر، حدثنا إبراهيم بن السندي، حدثنا النضر بن سلمة، حدثنا محمد بن مسلمة المخزومي، حدثنا يحيى بن سليمان، عن حكيم بن عطاء الظفري من بني سليم من ولد راشد بن عبد ربه، عن أبيه، عن جده، عن راشد بن عبد ربه قال: كان الصنم الذي يقال له: سواع بالمعلاة من رهاط تدين له هذيل وبنو ظفر بن سليم، فأرسلت بنو ظفر راشد بن عبد ربه بهدية من سليم إلى سواع، قال راشد: فألفيت مع الفجر إلى صنم قبل صنم سواع، فإذا صارخ يصرخ من جوفه: العجب كل العجب من خروج نبي من بني عبد المطلب، يحرم الزنا والربا والذبح للأصنام، وحرست السماء، ورمينا بالشهب، العجب كل العجب، ثم هتف صنم آخر من جوفه ترك الضمار وكان يعبد خرج النبي أحمد يصلي الصلاة، ويأمر بالزكاة، والصيام، والبر والصلات للأرحام، ثم هتف من جوف صنم آخر هاتف يقول:
قال راشد: فألفيت سواعا مع الفجر وثعلبان يلحسان ما حوله، ويأكلان ما يهدى له، ثم يعوجان عليه ببولهما، فعند ذلك يقول راشد بن عبد ربه:
وذلك عند مخرج النبي صلى الله عليه وسلم ومهاجره إلى المدينة وتسامع الناس به، فخرج راشد حتى أتى النبي صلى الله عليه وسلم المدينة، ومعه كلب له، واسم راشد يومئذ ظالم، واسم كلبه راشد، فقال النبي صلى الله عليه وسلم: «ما اسمك؟»، قال: ظالم، قال: «فما اسم كلبك؟»، قال: راشد، قال: «اسمك راشد، واسم كلبك ظالم» وضحك النبي صلى الله عليه وسلم.
وبايع النبي صلى الله عليه وسلم وأقام بمكة معه، ثم طلب من رسول الله صلى الله عليه وسلم قطيعة برهاط -ووصفها له- فأقطعه رسول الله صلى الله عليه وسلم بالمعلاة من رهاط شأو الفرس، ورميته ثلاث مرات بحجر، وأعطاه إداوة مملوءة من ماء وتفل فيها، وقال له: فرغها في أعلى القطيعة ولا تمنع الناس فضلها، ففعل فجعل الماء معينا يجري إلى اليوم، فغرس عليها النخل، ويقال: إن رهاط كلها تشرب منه، فسماها الناس ماء الرسول صلى الله عليه وسلم. وأهل رهاط يغتسلون بها وبلغت رمية راشد الركب الذي يقال له ركب الحجر، وغدا راشد على سواع فكسره».

### تبرئه من عبادة غير الله
أعلن هذا الصحابي تبريه من عبادة غير الله بعدما تبين له الحق عن قناعة تامة، وذلك أن الذين يعبدون الأصنام صنفان أحدهما: من العوام وهم في الغالب على جهل بالدين، فيتأثرون بما يملى عليهم من كبرائهم ولا سبيل لهم إلا الامتثال لما يلقى عليهم والتقليد الأعمى لكبرائهم، والصنف الثاني: هم الكبراء والسدنة والكهان وهؤلاء يختلفون عن العامة، وهذا الاختلاف يظهر جليا في شهادة راشد بن عبد ربه الذي كان قبل إسلامه من السدنة الذين هم على صلة مباشرة بالأصنام، وهم يدركون تماما بأن هذه الأصنام إنما هي جمادات تصنعها أياد البشر، وأن ارتباطهم بها لم يأت إلا تقليدا لأسلافهم من غير تأمل، أو بدعوى أن هناك من هو من ورائها متحكم بالأمور، ويؤكد الإسلام أن هذا إنما تخلص من التكاليف حيث أن الأوثان من صنيع البشر فليس لها تكاليف ولا أحكام تصدر عنها، وإنما هي عبادة للشيطان مبنية على الأوهام واتباع الظن، يستخدمها الكبراء والكهان والسدنة لتسخير الناس وإخضاعهم، ولا برهان لهم على ما يقولون، وفي قصة نبي الله إبراهيم عليه السلام الذي كسر الأصنام وأخبر الله عن ذلك في القرآن الكريم بقوله تعالى حكاية قول إبراهيم: ﴿فاسئلوهم إن كانوا ينطقون﴾ وقوله: ﴿قال أتعبدون ما تنحتون والله خلقكم وما تعملون﴾، وغير ذلك من آيات القرآن الدالة على هذا، وموقف الصحابي راشد بن عبد ربه يوضح فيه عن تجربة مرت به مع الأصنام قبل إسلامه، وتأكد له منها أن هذه الجمادات لا تؤثر ولا تضر ولا تنفع، وذلك حينما بال الثعلب على رأس الصنم فأنشد قائلا:
قوله: أرب بفتح الهمزة للاستفهام، وكلمة: رب بمعنى: الإله المعبود، يبول الثعلبان مثنى ثعلب، والمعنى: أنه عبر عن استغرابه مما حدث للصنم من الإهانة حينما رأى وقوع بول أحد الثعلبين على رأس الصنم، فإذا كان الرأس وهو أرفع جزء في الصنم قد تمكن حيوان من التبول عليه فقد حصل له بذلك الإذلال والإهانة، فهل يعقل أن يكون الصنم إلاها وهو لا يستطيع أن يدافع عن نفسه، ولو كان ربا لما تمكن الثعلبان من إهانته بالتبول على رأسه، ويروى أيضا: 
ويروى أيضا:

## من شعره
كان راشد بن عبد ربه شاعرا، قال ابن حجر العسقلاني في الإصابة في ترجمته لراشد بن عبد ربه: وقال المدائني هو صاحب البيت المشهور وهو هذا:
وهذا البيت من قصيدة ذكرها صاحب العقد الفريد، ونسبها لراشد بن عبد ربه، وصدر أولها بقوله: صحا القلب عن سلمى وأقصر شأوه.... قال صاحب العقد الفريد: عن عبد بن عبد الحكم الواسطي عن بعض أشياخ أهل الشام قال: «استعمل رسول الله صلى الله عليه وسلم أبا سفيان بن حرب على نجران فولاه الصلاة والحرب، ووجهه راشد بن عبد ربه أميرا على القضاء والمظالم»، فأنشد هذه الأبيات، وهي قوله: